# Wimbledon Championships 1901
Die 25. Auflage der Wimbledon Championships fand 1901 auf dem Gelände des All England Lawn Tennis and Croquet Club an der Worple Road statt. Mit 30 Spielerinnen war das Teilnehmerfeld der Damen so groß wie nie zuvor.

## Herreneinzel
Arthur Gore holte sich seinen ersten von drei Wimbledon-Titeln durch einen Sieg über den Titelverteidiger Reginald Doherty.

## Dameneinzel

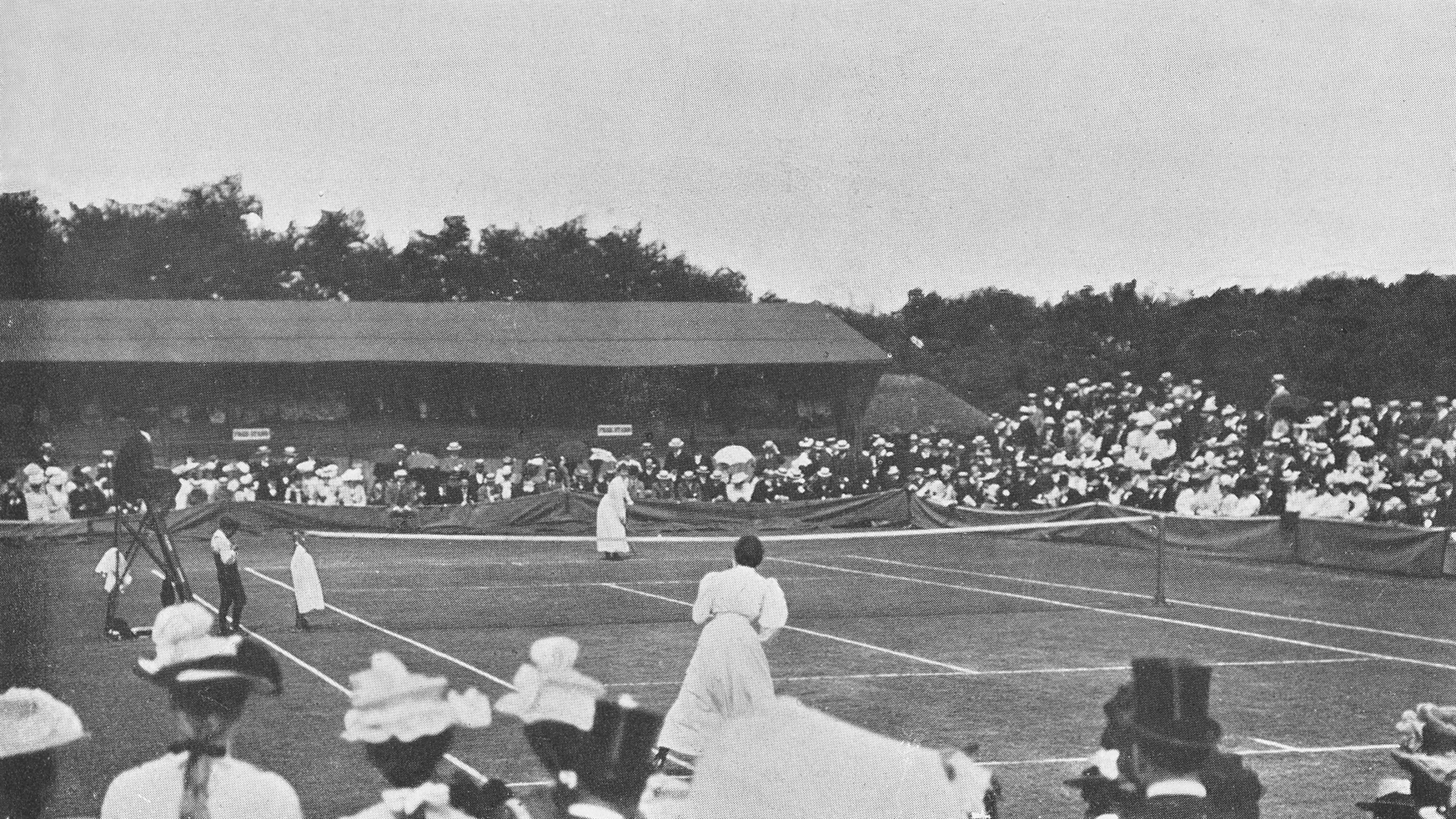
Damenfinale, Bingley-Hillyard gegen Cooper

Bei den Damen errang Charlotte Cooper ihren vierten Titel. Sie besiegte Blanche Bingley-Hillyard in der Challenge Round in zwei Sätzen.

## Herrendoppel
Die Brüder Doherty schlugen in der Challenge Round die US-Amerikaner Dwight Filley Davis und Holcombe Ward mit 4:6, 6:2, 6:3 und 9:7.